# 西陵街道
西陵街道，是中华人民共和国湖北省宜昌市西陵区下辖的一个乡镇级行政单位。

## 行政区划
西陵街道下辖以下地区：
土街头社区、樵湖岭社区、石板溪社区、铁路坝社区、乌龟碑社区、刘家大堰社区、常刘路社区、绿萝路社区、营盘路社区、船柴东社区、船柴西社区、七一五社区、大学路社区和土城路社区。